# Harcha
La harcha (arabe : حَرْشَة) est une galette berbère du Maroc,,,,,,,, et d'Algérie,, introduite au Maroc par les boulangers tlemceniens, installés à Fès lors de la colonisation française, qui l'appelaient aussi 'Khobz el Harcha'. Elle est préparée à base de semoule, de beurre et de lait ou d'eau. Cette galette est essentiellement servie avec du thé à la menthe et du miel lors du petit déjeuner ou encore lors des collations.

## Origine
La harcha originaire de l'Algérie, a été introduite au Maroc, par la communauté algérienne, lors de la colonisation française, plus précisément, par les boulangers tlemcéniens installés à Fès 
. La Harcha est présente au massif montagneux du Moyen Atlas, situé au Maroc entre la région du Rif et celle du Haut Atlas, où vit une population d'origine berbère. Par la suite, elle s'est répandue dans tout le Maroc .

## Préparation
Elle est confectionnée à base de semoule, sucre, sel et levure chimique. L'ajout du beurre fondu sert à façonner la pâte en une pâte sablée. Après cette étape, l'ajout du lait est indispensable. La pâte est alors mélangée énergiquement. Un temps de repos est nécessaire pour que la pâte puisse absorber les éléments liquides. Une fois prête, la pâte est découpée à l'aide d'un emporte-pièce de forme ronde pour confectionner des petites galettes. Faire cuire sur une poêle ou, comme les Berbères, sur une plaque rustique. L'utilisation de semoule lui donne sa populaire texture friable.
Il n'est pas nécessaire d'en faire de petites galettes, en effet, dépendant de l'utilisation alimentaire que l'on souhaite en faire, la Harcha peut être façonnée de multiples formes, dans certaines régions du Maroc, comme dans le Moyen Atlas, cette galette peut faire la taille d’un pneu de camion et est vendue dans les rues. Ces énormes rondelles sont coupées en quartiers, enduites de beurre et de miel et servies avec du thé à la menthe.
Dans le massif montagneux du Rif au Maroc, les Berbères utilisent le babeurre ou le yaourt berbère, dilués avec de l'eau à la place du lait, c'est ce que l'on appelle « harcha au yaourt ».

## Consommation
Au Maroc, c'est une pâtisserie populaire, consommée généralement lors du petit déjeuner ou de la collation d'après-midi. On la consomme nappée de confiture aux fruits rouges ou à l'abricot, d'une noisette de beurre, de miel ou encore de amlou, une pâte à tartiner à base d'amandes et d'huile d'argan.
La harcha est préparée par des pâtissiers proposant également le msemen et les crêpes marocaines appelées « mille trous » (baghrir), des mets constituant, avec le thé à la menthe, le petit déjeuner par excellence au Maroc.
Cette galette est aussi consommée pendant le ramadan. Dans les commerces au Maroc, la harcha est vendue au poids ou à la part.